# Meridjo Belobi
Meridjo Belobi, de son vrai nom Jean-Marie Belobi Ng'Ekerme, était un batteur et auteur-compositeur congolais né le 22 décembre 1952 à Kinshasa et décédé le 27 août 2020 à Liège. Il est connu principalement en tant que membre du groupe congolais mythique Zaïko Langa Langa, ainsi que sa contribution à la musique congolaise et africaine en général, le beat « cavacha » autrement dit « masini ya Kauka » (qui était aussi son surnom). On peut citer 77x7, Sangela, Nyongo Ekeseni, Kwiti-Kwiti, comme des tubes composés par Belobi.

## Biographie
Jean-Marie Belobi voit le jour le 22 décembre 1952 dans la capitale congolaise, Kinshasa. Son défunt père était mécanicien à Idiofa. Il grandit dans le Quartier Kauka, dans la commune de Kalamu.
Il effectue ses études sécondaires à l'ISTA, avant d'abandonner complètement pour se concentrer à sa carrière musicale.

### Carrière musicale
Meridjo rejoint l'orchestre Zaïko Langa Langa en 1971, en tant d'abord que percussionniste, plus tard, après la transition de Bimi Ombale, de batteur à chanteur, il devient le batteur titulaire.
Pendant un voyage de Brazzaville à Pointe-Noire, il suit le rythme des cliquetis des roues motrices du train à la demande des chanteurs Mbuta Mashakado et Evoloko Jocker et fini par créer le beat « cavasha », qui sera utilisé par tous les orchestres de la 3e génération de la musique congolaise, ainsi que les générations suivantes et d'autres artistes africains. Il est surnommé ensuite « masini ya Kauka » (la machine de Kauka, en lingala).
Il est incarcéré à la prison d'Ekafela en 1974 pendant 21 mois. À sa sortie, il signe son premier titre dans le groupe Zaïko, Sangela, et rencontre aussi le batteur remplaçant Ilo Pablo, avec qui il jouera dans l'orchestre jusqu'en 1988, après que ce dernier quitte. Vers les années 1980, Meridjo devient l'un des administrateurs de Zaïko avec N'Yoka Longo, Oncle Bapius, Zamuangana Enoch, Nono Monzuluku, Dindo Yogo, Mbuta Matima et Gilbert Benamayi.
Il fera partie des musiciens du groupe qui partiront en tournée au Japon en 1986, peu de temps avant il commence à jouer avec Ilo Pablo en double drumming.
En mai 1988, une guerre de leadership éclate entre les administrateurs de Zaïko Langa Langa qui sépare le groupe en deux factions : Zaïko Langa Langa « Nkolo Mboka » (l'originale) puis Zaïko Langa Langa Familia Dei, fondé par Ilo Pablo, Lengi Lenga et Bimi Ombale. Belobi reste dans Zaïko Nkolo Mboka, avec N'Yoka Longo et 6 autres musiciens. Pendant les années 1980, Meridjo signe en total 8 titres, dont 3 grands tubes : Bisengo Na Bango, Mosafi, Bolingo Aveugle*, Matondo, Nyongo Ekeseni*, Ize-Bola, Ben Betito* et Mofiti. (* = tubes)
Après 11 ans, précisément en 1999, Meridjo ne fera plus partie de Zaïko Langa Langa après une tension entre administrateurs. Avec Oncle Bapius et Modeste Modikilo, il fonde le groupe Zaïko Langa Langa Universel avec 1 album à leur nom : Etumba Ya La Vie, dont le titre éponyme figurant dans l'album est composé par lui.

### Décès
Meridjo Belobi est décédé le 27 août 2020 au CHU de Liège après une longue maladie. Il est inhumé le 15 octobre 2020 au Nécropole de la Nsele, à Kinshasa. Il est décoré à titre posthume dans l'Ordre de mérite civique et artistique.

## Discographie

### Avec Zaïko Langa Langa
- 1977 : Sangela
- 1980 : Bisengo Na Bango
- 1981 : Mosafi
- 1982 : Bolingo Aveugle
- 1983 : Matondo
- 1984 : Nyongo Ekeseni
- 1985 : Ize Bola
- 1986 : Ben-Betito
- 1989 : Mofiti
- 1990 : Amie Mamibo
- 1995 : Kimbulu
- 1995 : Egide
- 1996 : Pamadi
- 1997 : Arrêt de Mort
- 1998 : 77x7

### Autres
- 1977 : Dada (avec l'Orchestre Libanko)
- 1978 : Elanga Songa (avec les Casques Bleus)
- 1979 : La Jakula (avec les Casques Bleus)
- 2000 : Bana Kin
- 2000 : Etumba Ya La Vie
- 2000 : Ntoke Na Toke
- 2000 : Tika Hypocrisie
- 2000 : Lilita